# Softball klub Kaptol Lions
Softball klub Kaptol Lions je muški softbol klub iz Zagreba.
Klub je osnovan u zimu 2005. godine, a glavni pokretači osnivanja su bili D. Cerčić, M. Čupić, N. Pokrajac, R. Ruter i B. Tkalić. Klub trenutno djeluje u konkurenciji seniora, a službeno se natječe od 2006. godine. Prvu su utakmicu Kaptol Lions odigrali 2. travnja 2006. i pobijedili Mladost 11-3.
Klupsko sjedište je u ulici M. Kovačevića 1 u Zagrebu.

## Klupski uspjesi
- 2006.: 3. mjesto u Kupu RH, 5. mjesto u Prvenstvu RH, 4. mjesto u Prvenstvu Zagreba
- 2007.: 3. mjesto u Kupu RH, 4. mjesto u Prvenstvu RH, 2. mjesto u Prvenstvu Zagreba
- 2008.: 4. mjesto u Kupu RH, 4. mjesto u Prvenstvu RH, 4. mjesto u Prvenstvu Zagreba

## Vanjske poveznice
- Stranica kluba  Arhivirana inačica izvorne stranice od 6. prosinca 2010. (Wayback Machine)